# Dennis John Carr
Dennis John Carr, auch Denis John Carr (* 15. Dezember 1915 in Stoke-on-Trent, England; † 19. Juli 2008 in Canberra, Australien), war ein britisch-australischer Botaniker. Sein botanisches Autorenkürzel lautet „D.J.Carr“.

## Frühe Jahre
Dennis John Carr wurde als sechstes Kind von James Edward Carr und seiner Frau, Elizabeth Carr (geb. Brindley), geboren. Er besuchte Schulen in Stoke-on-Trent.
Nach Abschluss der Schulausbildung trat er beim örtlichen Stromversorger, der Stoke Municipal Electricity Supply Corporation, eine Stelle als Büroangestellter an. Berufsbegleitend studierte er am North Staffordshire Technical College Naturwissenschaften zur Erlangung des Bachelor of Science (B.Sc.) der Universität London.

## Kriegsdienst
1940 wurde Carr zur Royal Air Force eingezogen. Die ersten Kriegsjahre diente er als Flugzeugmonteur und Instruktor. 1942 wurde er in die Service-Kommandoeinheit 3226 versetzt, die bei der Landung der alliierten Truppen in Sizilien, südlich von Syrakus und in Italien bei Salerno eingesetzt wurden.

## Studium
1945 kehrte er ins Vereinigte Königreich zurück und nahm zunächst seine Arbeit beim früheren Arbeitgeber in Stoke-on-Trent wieder auf. Bald jedoch nahm er ein Botanikstudium an der Universität Manchester auf. 1948 schloss er dieses ab und nahm eine Stelle als Assistent in der botanischen Fakultät an. 1952 erhielt er den Doktortitel der Philosophie (Ph.D.).

## Berufsleben
Carr trat 1953 eine Stelle als Oberassistent am Lehrstuhl für Botanik der Universität Melbourne an und zog nach Australien um.
1959 folgte er einem Ruf als Professor für Botanik an die Queen’s University Belfast in Nordirland, wohin er mit seiner Frau umzog.
Anfang 1968 wurde Carr an die neugegründete University of Canberra (damals: Australian National University) berufen und baute dort eine Abteilung für Entwicklungs- und Zellbiologie in der Research School of Biological Sciences (RSBS) auf. Zusammen mit seiner Frau machte er sich durch seine Arbeiten über die Biologie und Taxonomie der Eukalypten einen Namen. 1970 beschrieben sie die neue Art Eucalyptus roycei S.G.M. Carr, D.J.Carr & A.S.George.
1979 wurde Carr geschäftsführender Vizekanzler der Universität. 1980, im Alter von 65 Jahren, wurde er emeritiert, setzte aber seine Studien noch viele Jahre fort.
Zusammen mit seiner Frau veröffentlichte Carr viele Bücher und Artikel in botanischen Zeitschriften.

## Familienleben
Am 9. Februar 1955 heiratete Dennis John Carr Stella Grace Maisie Fawcett, eine Kollegin, die ebenfalls an der Universität Melbourne Vorlesungen hielt.

## Späte Jahre und Tod
Carr setzte seine botanischen Studien als emeritierter Professor fort, zunächst von einem Büro in der Universität aus und später von zu Hause. Nach dem Tod seiner Frau 1988 verfolgte er neben der Botanik auch andere Interessen in unterschiedlichsten Gebieten der Naturwissenschaften, der Philosophie, der Verwaltung, der Literatur und der Fremdsprachen, z. B. Deutsch, Italienisch, Französisch und Latein.
Am 19. Juli 2008 verstarb Dennis John Carr im Alter von 92 Jahren in Canberra.

## Werke (Auswahl)
- People and Plants in Australia. Academic Press, Sydney 1981
- Plants and Man in Australia. Academic Press, Sydney 1981
- Eucalyptus I.
- Eucalyptus II. The rubber cuticle and other studies of the Corymbosae. Phytograph Press, Canberra 1987
- A Book for Maisie: Celebrating the Life and Work of S. G. M. Carr, née Fawcett, Pioneer Australian Alpine Ecologist, 1912–88. Canberra 2005